# Dogpool
Dogpool es un superhéroe que aparece en los cómics estadounidenses publicados por Marvel Comics. El personaje es una versión de Deadpool de un universo alternativo que es un perro.

## Historial de publicaciones
Dogpool apareció por primera vez en Prelude to Deadpool Corps #3, y fue un personaje principal en él y en la posterior serie de cómics Deadpool Corps. Esta versión de Dogpool hizo su última aparición en Deadpool Kills Deadpool #1 de 2013, donde es asesinado por una versión malvada de Deadpool de un universo alternativo.
En la Convención Internacional de Cómics de San Diego de 2024, Marvel Comics anunció una serie de cómics creada por Mackenzie Cadenhead y Enid Balám titulada Dogpool, que presenta a Dogpool junto a los personajes debutantes Catpool y Mousepool.

## Biografía ficticia
Dogpool es de la Tierra-103173, un universo en el Multiverso Marvel.En este universo, Wilson el perro fue sometido a pruebas en animales por una empresa de cosméticos llamada Babeline en un proyecto llamado Mascara-X, que buscaba crear un producto que otorgara a los clientes la eterna juventud. Después de ser horriblemente mutado por los experimentos, fue abandonado en un contenedor de basura para que muriera, pero finalmente escapó y fue reclutado por un circo, al ver el potencial de sus habilidades regenerativas.
Allí, realizó trucos que desafiaban a la muerte y adoptó el nombre de "Deadpool". Finalmente él sería rescatado por Deadpool de la Tierra-616 y se uniría al Deadpool Corps, un equipo de superhéroes compuesto por varias versiones de Deadpool de diferentes universos. Dogpool se hizo amigo cercano de Kidpool, una versión infantil de Deadpool, pero finalmente sería asesinado por una versión malvada de Deadpool.

## En otros medios
Dogpool hizo su debut cinematográfico en la película de Marvel Cinematic Universe de 2024 Deadpool & Wolverine. A diferencia de los cómics, la versión cinematográfica de Dogpool es femenina. Ella es interpretada por Peggy la Pugese, también conocida como "la perra más fea de Britania".La representación de Dogpool por parte de Peggy fue popular entre los fanáticos y se produjo mercadería que la representaba. Se creó una cuenta oficial de Instagram para albergar fotografías de Peggy como Dogpool, y tenía más de 241.000 seguidores en el momento del estreno de la película.Ryan Reynolds, el actor de Deadpool, declaró que apoyaba la inclusión de Peggy en la película porque "se siente como la manifestación animal de Wade Wilson".